# Notiocampus ruber
Notiocampus ruber es una especie de pez de la familia Syngnathidae en el orden de los Syngnathiformes.

## Morfología
Los machos pueden alcanzar 16,4 cm de longitud total.

## Reproducción
Es ovovivíparo y el macho transporta los huevos en una bolsa ventral, la cual se encuentra debajo de la cola.

## Hábitat
Es un pez de mar y de clima subtropical que vive entre 5-20 m de profundidad.

## Distribución geográfica
Se encuentra al sur de Australia: desde Australia Occidental hasta Nueva Gales del Sur y Tasmania.